# Тетюшский кантон
Тетюшский кантон (тат. Тәтеш кантоны) — административно-территориальная единица в составе Татарской АССР, существовавшая в 1920—1927 гг. Центр кантона — город Тетюши. Площадь — 3,3 тыс. км². Население — 146,2 тыс. чел. (1926).
По данным 1926 года в кантоне было 7 волостей
- Балтаевская
- Бикеевская
- Богородская
- Кильдуразовская (центр — с. Чирки-Кильдуразы)
- Тетюшская
- Шемякинская (центр — с. Большое Шемякино)
- Шонгутская

Волости делились на 170 сельсоветов.
В 1927 году Тетюшский кантон был упразднён, а его территория отошла к Буинскому кантону.